# Osiedle Rycerska (Świnoujście)

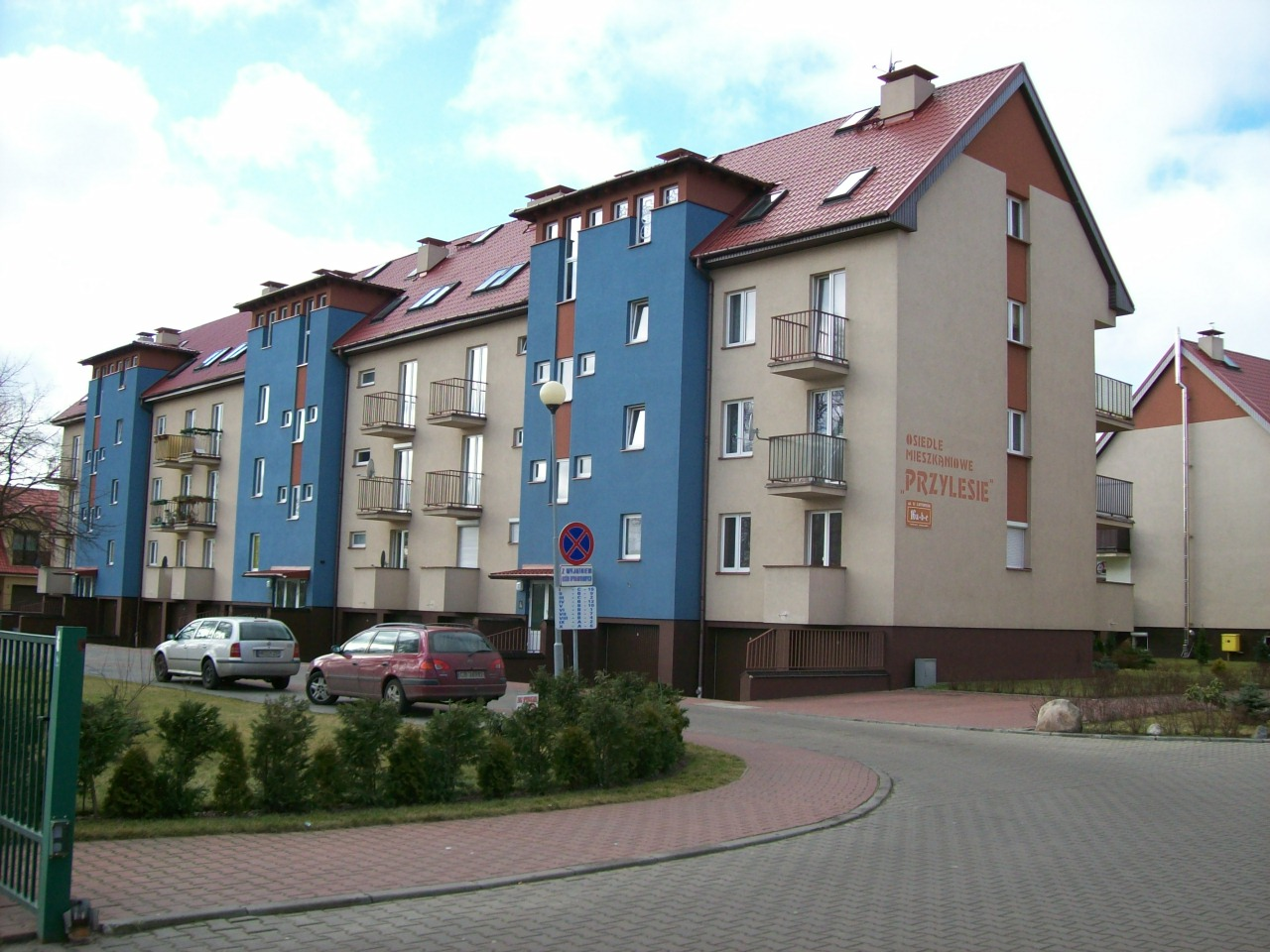
Osiedle 'Przylesie'

Osiedle Rycerska w Świnoujściu położone jest na wyspie Uznam w zachodniej części miasta nieopodal Świdnego Lasu. Składa się z zabudowy w postaci domków jedno- i wielorodzinnych.